# Atlantic Hotel (Spanish Point)

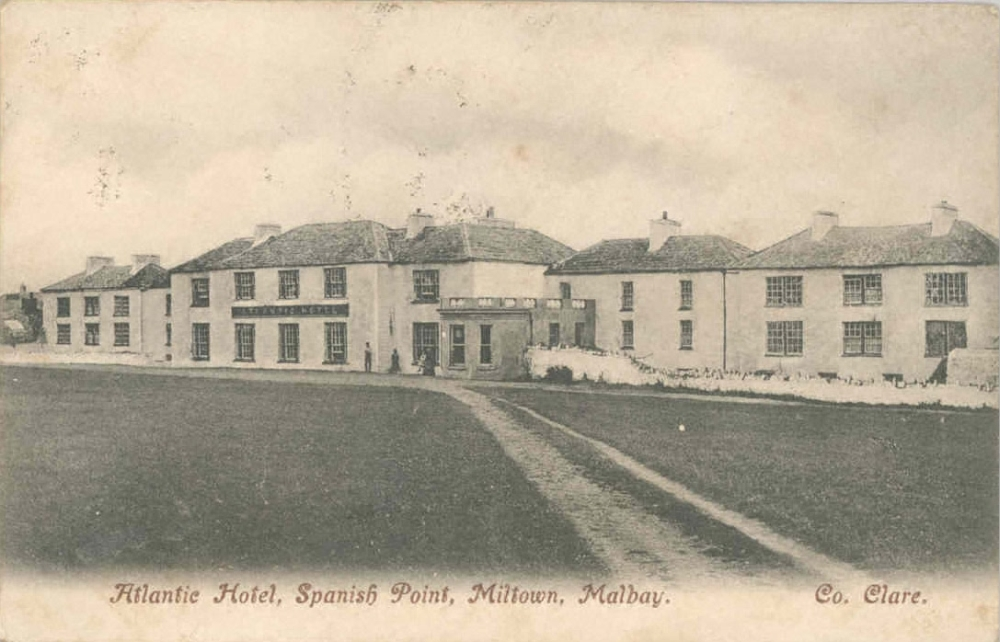
Atlantic Hotel

Het Atlantic Hotel was een hotel in Spanish Point, County Clare, Ierland.

## Geschiedenis

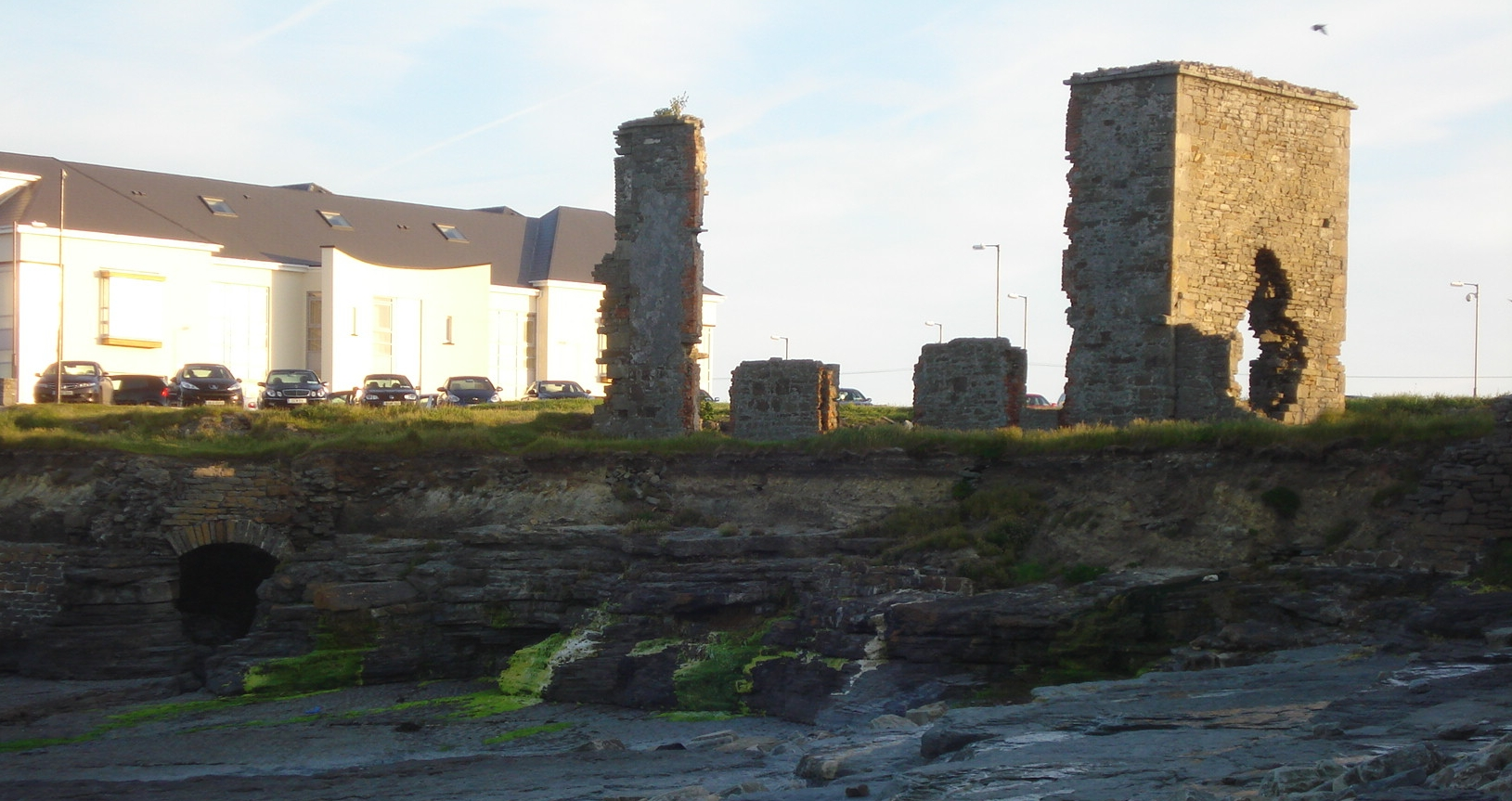
Ruïne Atlantic Hotel vanaf de zeezijde, met het Armada Hotel op de achtergrond

Het Atlantic Hotel is gebouwd rond 1810 door Thomas Moroney, lid van de familie die plaatselijk veel macht had. Een tijdlang stond het bekend als het grootste hotel op de Britse Eilanden.
Rond 1845 breidde Thomas Moroney het hotel uit tot ruim zestig kamers met luxe warme en koude baden en ruime zalen.
Met zijn rust en luxe werd het een toevluchtsoord voor de Ierse en Engelse aristocratie. Het is dan ook niet vreemd dat het Atlantic Hotel en de plaatselijke golfbaan al vrij vlot na de oprichting van de baan tot samenwerking kwamen. Gasten van het hotel mochten gratis op deze baan van negen holes spelen, terwijl anderen 2 shilling 6 pence moesten betalen.
In 1838 vaardigde de Engelse regering de zogenaamde Irish Poor Law uit om de nood te lenigen én om in noodgevallen controle te kunnen houden over tot behoeftigheid vervallen personen. Na het uitbreken van de aardappelziekte (in het Engels late blight of potato blight) in Ierland en als gevolg daarvan het mislukken van de aardappeloogst, bleek het systeem niet opgewassen tegen de gevolgen. Het door deze armenwet vereiste werkhuis van het district, gelegen tussen Lahinch en Ennistymon, bleek al snel veel te klein. Tal van grote gebouwen, waaronder het Atlantic Hotel, werden vervolgens gehuurd als hulpwerkhuizen. Vanaf september 1848 werden in de zestig kamers van het hotel zo'n 500 vrouwen en kinderen opgenomen.
In 1893 was het hotel in handen van mrs. E.L. Moroney.
In 1930 is het hotel gesloten. Het was voor zijn bestaan grotendeels afhankelijk van de Engelse aristocratie, die echter na de Ierse Onafhankelijkheidsoorlog en de daaropvolgende burgeroorlog niet meer durfde te komen. In 1942 werd het gebouw nog genoemd, maar al niet meer als hotelaccommodatie.
Na sluiting van het hotel is het vervallen tot een ruïne en thans zijn slechts enkele delen nog aanwezig.

## Armada Hotel

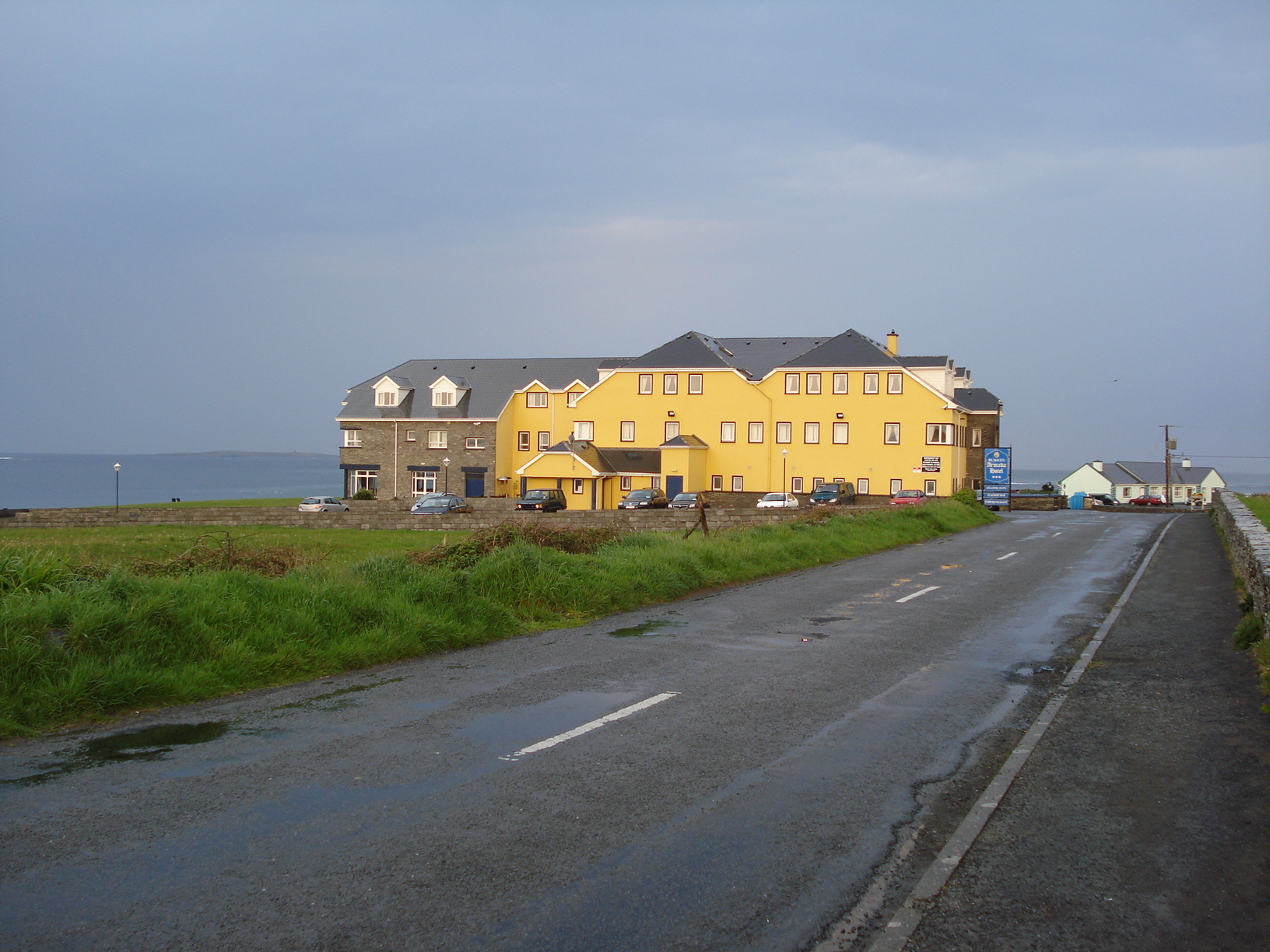
Het Armada Hotel voor de laatste uitbreiding

Op de locatie van het vroegere Atlantic Hotel staat tegenwoordig het 4-sterren-hotel Armada Hotel, voorheen Armada Lounge en Burke's Armada Hotel.
Begin jaren zeventig was de Armada Lounge een kleine pub, waarvan de herentoiletten zich buiten bevonden. Na de overname door John Burke is het langzaam uitgebreid. Thans is het uitgegroeid tot een complex met 86 kamers, een restaurant, een moderne bar, een klassieke pub en een feestzaal. Tevens is het een van de grootste werkgevers in West-Clare. Het Armada Hotel geldt als een middelgroot hotel, hoewel het 43% meer kamers heeft dan zijn voorganger.
Het Armada Hotel is een van de deelnemers aan het Willie Clancy Festival (formeel: Willie Clancy Summer School).
Na het overlijden van oprichter John Burke in 2006 is de leiding van het hotel overgenomen door zijn 3 kinderen en zijn weduwe.